# أليف حاجييف
أليف حاجييف
أليف حاجييف (الاسم الكامل: أليف بن لطيف حاجييف، تاريخ الميلاد: 24 يونيو/ حزيران عام 1953، خوجالي، جمهورية أذربيجان السوفييتية الاشتراكية، تاريخ الوفاة: 25 فبراير/ شباط عام 1992، خوجالي، جمهورية أذربيجان) – البطل الوطني لجمهورية أذربيجان، شهيد حرب قراباغ الجبلية.

## حياته وطفولته
ولد أليف حاجييف في مدينة خوجالي بتاريخ 24 يونيو/حزيران عام 1953. كان الابن الثاني في العائلة. كان يساعد والده في كسب الرزق ويصطاد السمك.
بعد تخرجه من المدرسة الثانوية عام 1970، عمل بمهنة قيادة السيارات في خانكندي. وفي عام 1971، تم استدعاؤه إلى صفوف الجيش. أكمل وظيفته العسكرية بمدينة مينسك. بعد انتهاءه من وظيفته العسكرية عام 1973، بدأ بالعمل كسائق في مصنع السيارات بخانكندي. وعمل في مناصب مختلفة في وزارة الشؤون الداخلية في بيلاروسيا وفي هيئات الشؤون الداخلية لقراباغ الجبلية ذات الحكم الذاتي التابعة لجمهورية أذربيجان الاشتراكية السوفييتية. وفي عام 1976 التحق بمدرسة الميليشيا الثانوية الخاصة فرونزا التابعة لوزارة الشؤون الداخلية في اتحاد الجمهوريات الاشتراكية السوفييتية. تخرج فيها عام 1979، وتابع دراسته في الأكاديمية التابعة لوزارة الشؤون الداخلية في اتحاد الجمهوريات الاشتراكية السوفييتية عام 1981. وخلال عمله في قراباغ الجبلية ذات الحكم الذاتي كشف مكان المركز السرية التي أسسها قوميو الأرمن للاستلاء على المواقع الحساسة في المنطقة ذاتية الحكم، ما دفع القوميين الأرمن لتلفيق الاتهامات بحقه والحكم عليه بالسجن لمدة 10 أعوام، ومن ثم نفيه إلى السجن في مدينة «نيجني تاجيل» بروسيا. أعيد النظر في قضيته عام 1987، وخفضت مدة السجن من 10 إلى 6 أعوام. وقد جرى الإفراج عنه في تاريخ 20 فبراير/شباط من العام نفسه. 

## حرب قراباغ الجبلية ومشاركته في المعارك
مشاركته في معارك حرب قراباغ الجبلية.
يعود حاجييف إلى خوجالي من جديد عام 1990، ليستأنف كفاحه ضد القوميين الأرمن في اللجنة التنظيمية لقراباغ الجبلية ولجنة مساعدة الشعب في قراباغ. وقد عاد إلى عمله في أجهزة الشؤون الداخلية شهر ديسمبر/كانون الأول 1990، وجرى تعيينه من قبل السلطات المعنية في جمهورية أذربيجان رئيسا لقسم الشؤون الداخلية في مطار خوجالي ومنحه رتبة لواء في ديسمبر/ كانون الأول 1991 لإنجازاته المتميزة في عمله. 
ولأهمية مطار خوجالي من الناحية الاستراتيجية، حاول المغتصبون الأرمينيون الاستيلاء على المطار بقوة السلاح. ولتنفيذ هذه المهمة وصلت حافلتان فيهما حوالي 100 مقاتلي أرميني. حاصر المسلحون الأرمينيون المطار وهددوا الموظفين الأذربيجانيين لإخلائه. كان في المطار حوالي 30 موظفًا أذربيجانيًا. تمكن أليف حاجييف بطريقة ذكية من دحر المعتدين من خلال تظاهره بتوجيه رسائل إلى إحدى الكتائب لتنتقل إلى جهة الشمال وكتيبة أخرى إلى جهة الجنوب. وهكذا ظنّ المغتصبون الأرمينيون أن هناك حشد كبير من الأذربيجانيين في المطار، وبدأوا بانسحاب جزئي من المطار ومحيطه. 

## وفاته
قاوم أليف حاجييف وكتيبته ضد العدوان الأرميني حتى الساعة الخامسة صباحًا بتاريخ 25 فبراير/شباط 1992، ولكن كانت المعركة تسير بين قوى غير متكافئة. في الليلة نفسها أعطى قبعته إلى صبي وقال له: «إذا عدت ترجع لي قبعتي، إذا لم أعد، فاحفظ بها»، أثناء الجهود التي يبذلها من أجل تأمين المدنيين وإخراجهم من المناطق المحاصرة. 
لم يخرج أليف حاجييف من خوجالي بل رهن حياته لتأمين وصول المدنيين إلى مكان آمن. في ليلة المعركة الظالمة، تمكن من نقل بعض المدنيين إلى قرية شيللي بمحافظة أغدام. إلا أن المدينة كانت تعج بالمدنيين الذين يكافحون للبقاء على قيد الحياة تحت وقع نيران القوات الغازية. لم يتوانى حاجييف عن فعل كل ما يمكنه فعله من أجل مساعدة المدنيين، غير أن رصاص المعتدين حرمه من إتمام رسالته وإنقاذ المدنيين الرازحين تحت نيران العدو الغاشم. تهاوت جثته على أرض الوطن ورقدت قرب جذور الأشجار خمسة أيام. نُقلت جثة الشهيد أليف حاجييف إلى باكو، ودفن في مقبرة الشهداء هناك.
كتاب حاجييف أليف بن لطيف 26 فبراير/شباط 1992 من عمره 39 / ضحية المجزرة

## حياته الشخصية
تزوج أليف حاجييف بالسيدة قالينة عام 1981، وله بنتان باسم زرينة وإرادة.

## ميراثه
```
يحمل أحد الشوارع في منطقة نظامي بمدينة باكو اسمه.
```

## مكافآت وجوائز
منح اللواء أليف حاجييف بعد وفاته لقب «البطل الوطني لأذربيجان» بموجب مرسوم رقم/ 831 /صادر عن رئيس جمهورية أذربيجان بتاريخ 6 يونيو/حزيران 1992.
1992 – البطل الوطني لجمهورية أذربيجان.

## معرض
مقبرة أليف حاجييف في ساحة الشهداء بمدينة باكو